# Strijkkwartet nr. 17 (Villa-Lobos)
Heitor Villa-Lobos componeerde zijn Strijkkwartet nr. 17 in 1957. Villa-Lobos heeft in zijn bestaan als componist talloze inheemse en uitheemse muziekstijlen beoefend, maar tegen het einde van zijn leven probeerde hij terug te keren naar de meer klassieke structuren. Zo ook bij dit strijkkwartet, dat zijn laatste zou blijken te zijn. Hoewel meer klassiek, is dat bij het begin niet te merken, direct in maat 1 is er een dissonant akkoord.

## Delen
1. Allegro non troppo
2. Lento
3. Scherzo, allegro vivace
4. Allegro vivace (con fuoco).

Deel (1) bestaat voornamelijk uit triolen, waarbij de eerste maat opvalt. De eerste maat bestaat uit 2/3 tel rust, 1/3 tel triool, twee volledige triolen en een hele noot. De triolen worden gespeeld door de 1e viool en de cello, waarbij de 1e viool een stijging van toon heeft, de cello een daling. De dissonant (de hele noot) is eigenlijk het begin van het werk, de rest is een lange opmaat. Daarna afwisseling tussen de triolen en langere lyrische passages.
Deel (2) begint à la Johann Sebastian Bach en is wellicht een herinnering aan Villa-Lobos’ eigen cyclus Bachianas brasileiras, een combinatie van Braziliaanse ritmes en muziek van Bach.
Deel (3) is het agressieve scherzo en sluit af met pizzicato.
Deel (4) is een terugkeer naar deel 2 met langere lyrische passages.
De première vond plaats een maand voordat Villa-Lobos overleed, door het Boedapest Strijkkwartet in Washington D.C., overigens buiten medeweten van de componist.

## Bron en discografie
- Uitgave Briljant Classics: Quarteto Latinoamericano; dat als premièredatum 126 oktober aangeeft.
- Uitgave Naxos : Danubius Quartet
- Uitgave Albany Records : Brazilian String Quartet

Strijkkwartet nr. 1 · Strijkkwartet nr. 2 · Strijkkwartet nr. 3 · Strijkkwartet nr. 4 · Strijkkwartet nr. 5 · Strijkkwartet nr. 6 · Strijkkwartet nr. 7 · Strijkkwartet nr. 8 · Strijkkwartet nr. 9 · Strijkkwartet nr. 10 · Strijkkwartet nr. 11 · Strijkkwartet nr. 12 · Strijkkwartet nr. 13 · Strijkkwartet nr. 14 · Strijkkwartet nr. 15 · Strijkkwartet nr. 16 · Strijkkwartet nr. 17